# Мата, Диана
Диа́на Ма́та (13 августа 1960) — албанская спортсменка-стрелок из пневматического пистолета. Участница двух летних Олимпийских игр, бронзовая медалистка чемпионата мира 1986 года.

## Спортивная биография
В 1996 году Диана Мата дебютировала на летних Олимпийских играх. В соревнованиях по стрельбе из пневматического пистолета албанская спортсменка заняла 38-е место, а в стрельбе из скоростного пистолета с 25 метров стала 20-й. 
На летних Олимпийских играх 2000 года Мата приняла участие в тех же дисциплинах, что и четыре года назад. В стрельбе с 10 метров Диана улучшила свой результат и по итогам квалификационного раунда заняла 21-е место. В стрельбе из скоростного пистолета албанская спортсменка была близка к попаданию в финал, но заняла лишь 11-е место.
На чемпионатах мира лучшим результатом в карьере Маты стало 3-е место в командных соревнованиях по стрельбе из скоростного пистолета на чемпионате мира 1986 года в городе Зуль.